# Schenwise

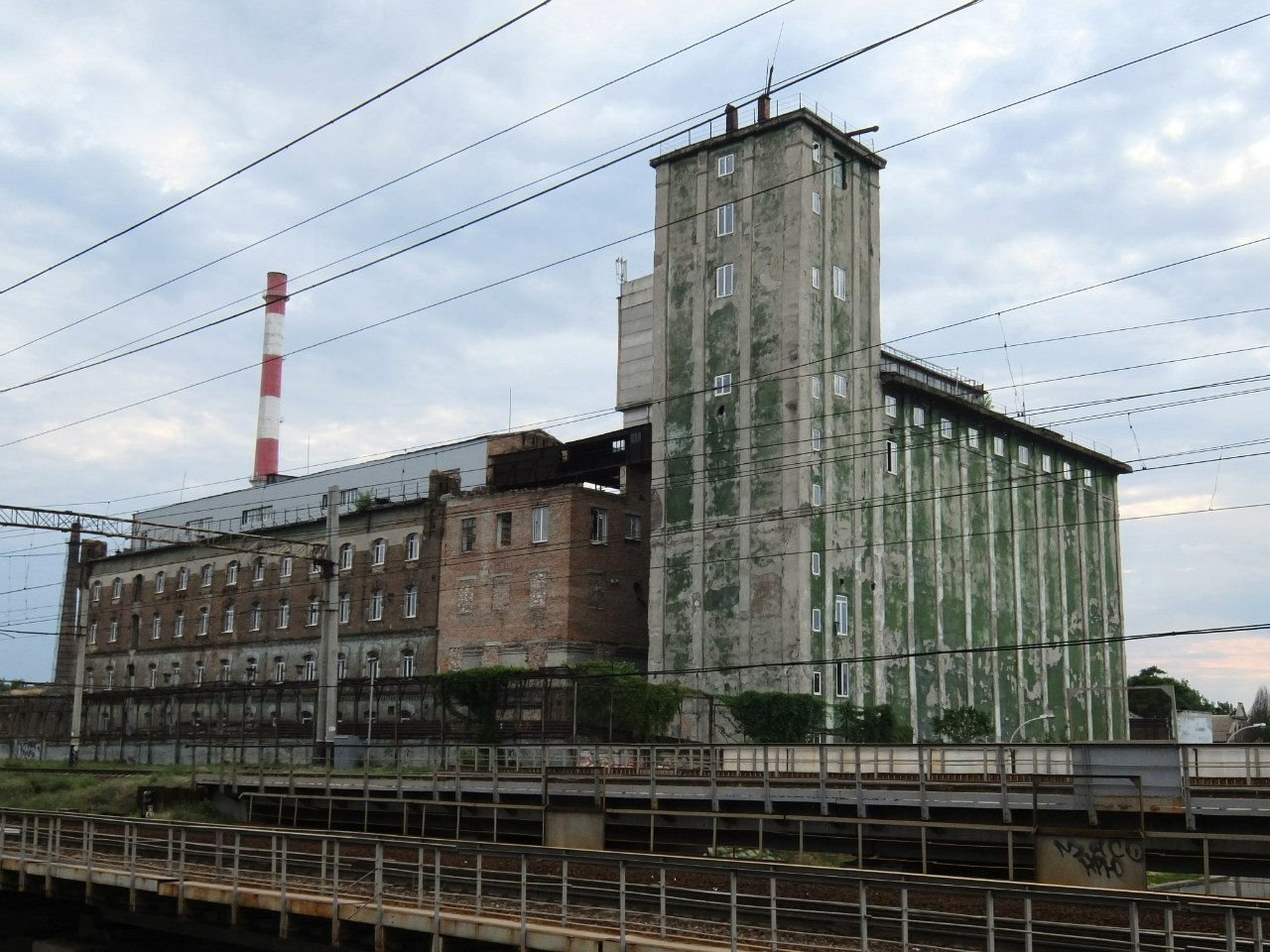
Ehemalige Mühle

Schenwise (ukrainisch Шенвізе, deutsch: Schönwiese) ist ein Stadtteil von Saporischschja, Ukraine.

## Geschichte
Das Dorf Schönwiese der Kolonie Chortitza im damaligen Gouvernement Jekaterinoslaw wurde 1707 von Mennoniten aus Preußen gegründet, deren Vorfahren aus Friesland kamen. Der Dorfplatz war eine Wiese an der Mokraja Moskowa, woher sich wohl der Ortsname herleitet. Die Kirche war zunächst Filiale der Gemeinde von Kronsweide, wurde aber später deren Zentrum.
Schönwiese wurde ein bedeutendes Industriezentrum, so gab es hier um 1860 12 Windmühlen. Aufgrund seiner großen Mühlen heißt der Ort auch „mennonitisches Menneopolis“. Im Süden siedelten sich beiderseits der Schönwiesenstraße Fabriken an. 1911 wurde der Ort nach Saporischschja, damals Alexandrowsk, eingemeindet. Das Haus der Kultur von 1924 bis 1925 wird ebenfalls noch genutzt, u. a. für Gottesdienste der verbliebenen Mennoniten.
Während des Bürgerkriegs erlitten die Bewohner erhebliche Repressionen.
Zwischenzeitlich hieß das Dorf u. a. Moskowka, bis der historische deutsche Ortsname wiederhergestellt wurde.

## Denkmäler
Entlang der heutigen Datschnaka-Straße sind ehemaligen Mennonitenhäuser erhalten, u. a. das ruinöse Gebäude der Dorfschule, das Gebäude der Zentralschule, das als Wohnheim für Wanderarbeiter genutzt wird, die ehemalige Apotheke und die Ruine einer Windmühle. Der mennonitische Friedhof ist unter einem Parkplatz verschwunden.

## Verweise
- mennonitische Geschichte und Ahnenforschung